# Chane Behanan
Chane Xavier Behanan (Cincinnati, Ohio, 24 de septiembre de 1992) es un exbaloncestista estadounidense que disputó seis temporadas como profesional. Con 1,98 metros de estatura, juega en la posición de ala-pívot.

## Trayectoria deportiva

### Universidad
Tras participar en 2011 en el prestigioso McDonald's All-American Game, jugó tres temporadas con los Cardinals de la Universidad de Louisville, en las que promedió 9,4 puntos, 6,9 rebotes y 1,1 robos de balón por partido. En  su primera temporada promedió 9,5 puntos y 7,6 rebotes por partido, ayudando a su equipo a alcanzar la Final Four, en la que cayeron ante los finalmente campeones, Kentucky. Fue incluido en el mejor quinteto de novatos de la Big East Conference.
En 2013, en su temporada sophomore, fue uno de los jugadores clave, junto a Russ Smith y Peyton Siva,  en la consecución del Torneo de la NCAA, derrotando en la final a la Universidad de Míchigan. Behanan promedió a lo largo del torneo 9,8 puntos y 6,5 rebotes por partido.
Poco tiempo después del comienzo de la temporada 2013-14, el entrenador Rick Pitino anunció que suspendía indefinidamente a Behanan por violación de las reglas internas, aunque sin especificar la causa concreta. Aunque le fue levantado el castigo, el 30 de diciembre fue despedido definitivamente del equipo por violación de la política universitaria. Más tarde Behanan admitiría que había sido despedido por consumo de marihuana.
En enero de 2014 se anunció que había sido admitido en la Universidad Estatal de Colorado, pero finalmente se decidió por declararse elegible para el draft de la NBA.

### Profesional
Tras no ser elegido en el Draft de la NBA de 2014, si lo fue en el draft de la NBA Development League por los Rio Grande Valley Vipers en el puesto 14. disputó solo 13 partidos, en los que promedió 4,5 puntos y 3,3 rebotes, antes de ser despedido el 6 de febrero de 2015.
En noviembre de 2015 fichó por los Soles de Mexicali de la liga mexicana. Jugó una temporada en la que promedió 16,0 puntos y 7,8 rebotes por partido. En febrero de 2016 fichó por los Santeros de Aguada de la liga de Puerto Rico. Promedió 18,1 puntos y 9,5 rebotes por partido, siendo el segundo máximo anotador y reboteador de la liga, solo superado en ambos casos por Damion James.
El 31 de octubre de 2016 fue adquirido por los Reno Bighorns, regresando a la NBA D-League, donde comenzaría la temporada y más tarde, firmaría por Salt Lake City Stars. Con Bighorns promediaría 8.8 puntos y 4.4 rebotes por encuentro.
En junio de 2017, se compromete con el Mahindra Floodbuster de Filipinas.